# Provincia de Finnmark
Finnmark es una provincia (fylke) de Noruega con 75 540 habitantes según el censo de 2019. Su capital es Vadsø. Es fronteriza con la provincia de Troms, con Finlandia (Laponia), y Rusia (Múrmansk). Tiene una superficie de 48 649 km². Desde el 1 de enero de 2020, forma parte de la Provincia de Troms y Finnmark.

## Etimología
El nombre en nórdico antiguo era Finnmǫrk. El primer elemento es finn (AR), el nombre nórdico para el pueblo sami. El último elemento es mǫrk que significa "bosque" o "frontera". En tiempos de los nórdicos el nombre se refería a los lugares donde la gente sami vivía (también partes del sur de Noruega).

## Escudo de armas
El escudo de armas es de color negro con una torre de castillo de color dorado. El diseño es de 1967 y muestra la antigua fortaleza de Vardøhus, en la frontera oriental con Rusia.

## Historia

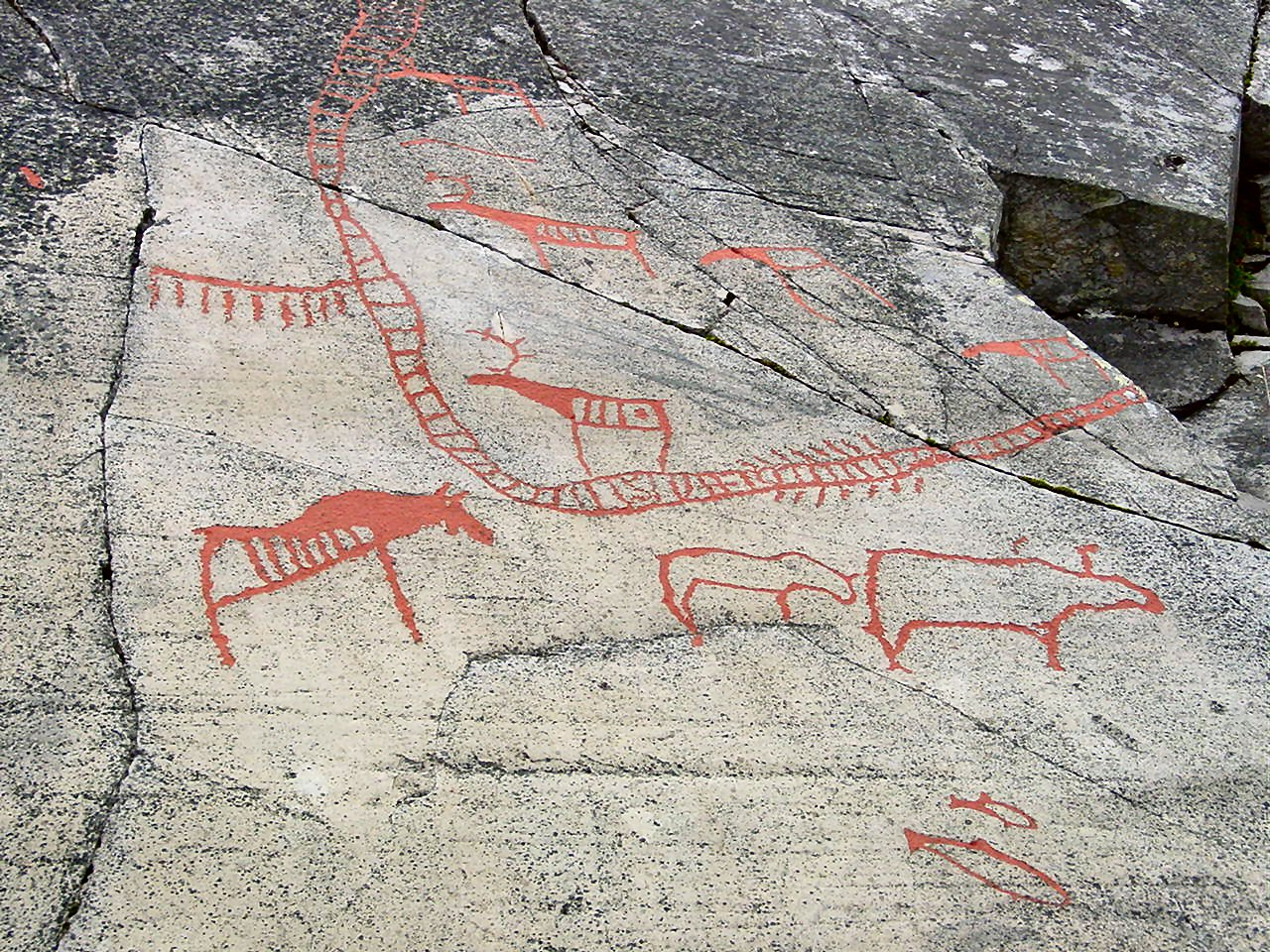
Pinturas rupestres de Alta.

La región de Finnmark cuenta con una historia interesante y con varios hechos de interés, notablemente influida por su proximidad con los países vecinos de Finlandia y Rusia. El idioma y la cultura de Finlandia todavía están presentes desde la llegada de numerosos inmigrantes finlandeses en el siglo XIX, y la costa de Finnmark cuenta con una larga tradición de comercio con países orientales: el llamado "comercio Pomor". Las poblaciones noruegas comenzaron sus asentamientos a partir de la Edad Media, entonces el territorio se unió al reino de Noruega. En 1576, el Rey de Noruega Federico II de Dinamarca estableció el len (región desde 1330) como Vardøhus, una nueva unidad administrativa para el reino. En 1660, se convirtió en el amt (nuevo término desde 1662) Vardøhus, basándose en la ciudad de la actual región de Sør-Trøndelag, Trondheim. En 1787, la isla de Senja y la zona de Troms fueron trasladadas desde Nordlandenes amt a Vardøhus amt. En 1866, la isla de Senja y la zona de Troms fueron separados de Vardøhus para formar parte del nuevo amt Tromsø. En 1919, el nombre fue cambiado de nuevo a Finnmark Fylke. En 1985, la localización tan importante de arte rupestre en Alta es inscrito en la lista de Patrimonio de la humanidad de la Unesco. En 2002, el idioma sami (Finnmárku), se añadió como un nombre cooficial de la municipalidad.

### Segunda Guerra Mundial
En otoño de 1944 casi toda la región de Finnmark acabó quemada durante la retirada alemana. La población sufrió trastornos psíquicos que podrían ser debidos a la experimentación con bombas, y particularmente entre mineros debido a accidentes en las minas. El incendio de viviendas, las evacuaciones forzosas, las enfermedades y el hambre durante la guerra y el posterior proceso de liberación tuvieron su contribución en el enquistamiento de los trastornos. La reconstrucción comenzó inmediatamente tras el fin de la guerra. En su mayoría, las casas volvieron a construirse donde habían estado previamente y miles de casas cuadrangulares idénticas surgieron en toda la Laponia noruega (llamada así por los suecos tras las expediciones en el siglo XVIII). Unos cambios que brindaron a Finnmark las características distintivas que hoy posee la región.

## Geografía

### Localidades (población estimada a 1 de enero de 2017)
- Alta 15,094
- Amtmannsnes 426
- Båtsfjord 2,212
- Berlevåg 948
- Bjørnevatn 2,579
- Breivikbotn 320
- Forsøl 215
- Hammerfest 8,052
- Hasvik 385
- Havøysund 976
- Hesseng 1,733
- Honningsvåg 2,484
- Karasjok 1,844
- Kautokeino 1,445
- Kirkenes 3,566
- Kjøllefjord 945
- Kvalsund 288
- Lakselv 2,283
- Mehamn 779
- Nordvågen 441
- Øksfjord 504
- Rafsbotn 408
- Rypefjord 1,838
- Talvik 313
- Tana Bru 728
- Tverrelvdalen 430
- Vadsø 5,064
- Vardø 1,875
- Vestre Jakobselv 537

Finnmark es el condado más septentrional y oriental de Noruega (Svalbard no se considera un condado). Por áreas, Finnmark es el condado más grande de Noruega; incluso más grande que el país vecino de Dinamarca. Sin embargo, con una población de alrededor de 75.000, es también la menos poblada de todos los condados noruegos. Finnmark tiene un litoral total de 6.844 km, incluyendo 3.155 km de costa en las islas. Cerca de 12.300 personas o el 16,6 por ciento de la población del condado en 2000 vivía en el cinturón de 100 metros a lo largo de la costa. 
Knivskjellodden en Nordkapp Municipality (en la isla de Magerøya)es a veces considerado el punto más septentrional de Europa (en una isla); Kinnarodden en la península de Nordkinn en Lebesby es el punto más al norte en el continente europeo. Honningsvåg en Finnmark dice ser la ciudad más septentrional del mundo, y Vardø es la ciudad más oriental de Noruega y está más al este que Estambul. 
La costa se sangra por grandes fiordos, muchos de los cuales (en sentido estricto) son falsas fiordos, ya que no están tallados por los glaciares. Algunas de las más grandes colonias de aves marinas de Noruega se puede ver en la costa norte, la más grande son Hjelmsøystauran en la isla de Hjelmsøya en Måsøy y Gjesværstappan en Nordkapp Municipality. El punto más alto se encuentra en la parte superior del glaciar Øksfjordjøkelen, que tiene una superficie de 45 km², y se encuentra en Loppa. Tanto Øksfjordjøkelen y Seilandsjøkelen (glaciar Seiland) se encuentran en la parte oeste de la Finnmark. 
La meseta glaciar Øksfjord parido directamente al mar (Jøkelfjorden) hasta 1900, el último glaciar en Noruega continental para hacerlo. La parte central y oriental de Finnmark es generalmente menos montañosa, y no tiene glaciares. La tierra al este de Nordkapp es en su mayoría por debajo de 300 m (980 pies). 
La naturaleza varía de zonas costeras áridas que se enfrentan al mar de Barents, a las zonas más protegidas de los fiordos y valles fluviales con barrancos y vegetación arbórea. Alrededor de la mitad de la provincia está por encima de la línea de árboles, y gran parte de la otra mitad está cubierta con pequeño abedul pubescente. 
Las zonas más exuberantes son la zona de la Alta y el valle de Tana, y en el este se encuentra la zona de tierras bajas en el valle Pasvik en Sør-Varanger, donde el bosque de pino y abeto siberiano se considera parte de la vegetación de la taiga rusa. Este valle tiene la mayor densidad de osos pardos en Noruega, y es el único lugar en el país con una población de ratas del almizcle. Linces y alces son comunes en gran parte de Finnmark, pero rara en la costa. 
El río Tanaelva, que define parte de la frontera con Finlandia, da la mayor captura de salmón de todos los ríos de Europa, y también tiene el récord mundial de salmón del Atlántico, 36 kg (79 lb). En el este, la Pasvikelva define la frontera con Rusia.

## Información general
Finnmark es la provincia más septentrional de Noruega, si no consideramos a la isla de Svalbard como una provincia. Las costas norte y oeste tienen numerosas bahías diseminadas. El paisaje es muy variado, pasando del litoral desierto a regiones fluviales con una vegetación verdeante. El cabo Norte, no muy lejos de Honningsvåg, es la tierra más septentrional del continente europeo.
Esta provincia es la más extensa de Noruega, por el contrario es la menos poblada. La población de Hammerfest es un centro turístico importante, frecuentado en particular por finlandeses.
En la comunidad de Alta se encuentra una localización importante de arte rupestre, inscrito en la lista del patrimonio mundial de la Unesco en el 1985.
La mayor parte de la población lapona de Noruega vive en Finnmark, y en parte en la provincia de Troms. Se estima que los lapones se encontraban en esta región desde hace al menos 2000 años. Descubrimientos arqueológicos nos han mostrado la existencia de una civilización muy antigua junto con los lapones, se la denomina cultura Komsa. En Finnmark, nos encontramos también las comunidades de Kautokeino, Karasjok, Tana, Nesseby y Porsanger, las cuales tienen su nombre oficial en sami (lapón).

## Economía
La economía de la zona se basa en la pesca, la ganadería del reno, y sobre todo en los recursos mineros, como ejemplo a Kirkenes.
La pesca ha sido tradicionalmente la manera más importante de la zona a lo largo de la costa, donde vive la mayoría de la población noruega. El cangrejo real rojo, originario del océano Pacífico norte, pero traído al mar de Barents por los rusos, ha invadido desde el este y ahora están siendo explotados comercialmente (especialmente en el Varangerfjord). Para evitar que el cangrejo se propague demasiado al sur, al oeste se ha extendido el cangrejo Nordkapp. La industria de la pizarra en Alta es bien conocida, y se han vendido a los clientes tan lejanos como Japón. Kirkenes se convirtió en una ciudad importante en la explotación de minerales como hierro, pero como Sydvaranger cerró sus actividades de mineral de hierro en 1996. 
En los últimos años, el turismo ha crecido en importancia, con el Cabo Norte (Nordkapp) y las localidades de Alta y Hammerfest como los destinos más importantes.

## Transporte
Hay un total de once aeropuertos, pero solo el aeropuerto de Alta, Lakselv Banak-Aeropuerto, y el aeropuerto de Kirkenes-Hoybuktmon tienen vuelos directos a Oslo. Además, el aeropuerto de Lakselv Banak-en Porsanger se utiliza para fines de capacitación por parte de la Real Fuerza Aérea Noruega y otros aliados de la OTAN. También existe la Garnisonen i Sør-Varanger (GSV) en el este, que custodia la frontera con Rusia. 
La ciudad de Hammerfest está experimentando un auge económico como consecuencia de la construcción de Statoil del gran sitio de GNL en tierra en la isla de Melkøya, que recibe el gas natural del yacimiento de gas submarino Snøhvit. Un nuevo yacimiento de petróleo fue descubierto recientemente a sólo 45 km (28 millas) de la costa, cerca del campo Snøhvit. 
También hay optimismo en la parte oriental de la provincia, como se espera que la creciente actividad petrolera en el mar de Barents para generar una mayor actividad económica en la tierra también.

## Administración
La ciudad de Vadsø es el centro administrativo del condado de Finnmark, aunque Alta tiene la población más grande. El condado de Finnmark es el órgano de gobierno para el condado. El condado se divide generalmente en dos distritos: West-Finnmark (Vest-Finnmark) y Este-Finnmark (Ost-Finnmark). 
Hasta 2006, Statskog, la agencia estatal noruega responsable de la gestión de propiedad estatal de los bosques y la montaña de bienes, tenía en propiedad alrededor del 95% de la tierra en el condado de Finnmark. El 1 de julio de 2006, la agencia de Finnmark se hizo cargo de la propiedad y la gestión de la tierra en Finnmark. La provincia de Finnmark es gobernada conjuntamente por el Condado Municipio de Finnmark y el Parlamento Sami de Noruega. El Parlamento Sami de Noruega se basa en el pueblo de Karasjok. 
El gobierno nacional ejecuta la Autoridad Sanitaria Norte de Noruega regional que a su vez es propietaria y opera dos hospitales en Finnmark, ubicado en Kirkenes y Hammerfest.

## Comunidades

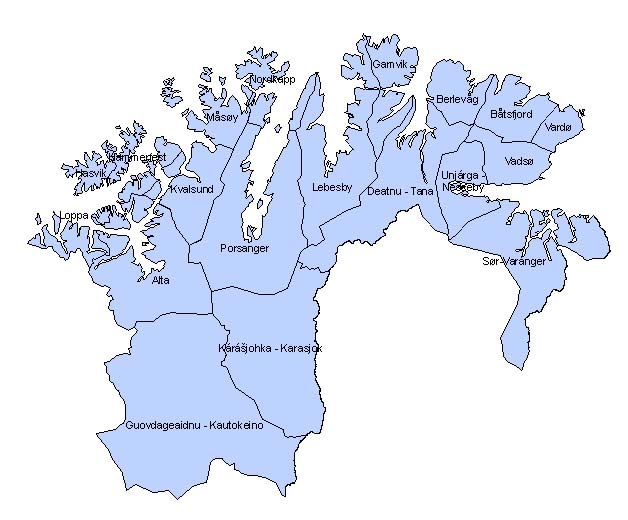
División política de la provincia de Finnmark.

La provincia de Finnmark se subdivide en 19 municipios (Kommuner):
- Alta
- Berlevåg
- Båtsfjord
- Gamvik
- Hammerfest
- Hasvik
- Karasjok
- Kautokeino
- Kvalsund
- Lebesby
- Loppa
- Måsøy
- Nesseby
- Nordkapp
- Porsanger
- Sør-Varanger
- Tana
- Vadsø
- Vardø